# 小行星7795
小行星7795（英語：7795）是一颗围绕太阳公转的小行星。1996年1月14日，北京天文台施密特CCD小行星计划在兴隆县发现了此天体。
这颗小行星的绝对星等为4.98824等。